# Морські розсипи
Морські розсипи, літоральні розсипи (рос. морские россыпи (литоральные россыпи), англ. submarine placers (littoral placers), нім. Mineralseifen f pl im Schelfbereich, Meeresseifen f pl (Litoralseifen f pl) — виникають на узбережжі континентів і океанічних островів, формуючись у товщі прибережних відкладів під впливом припливно-відпливних хвиль, прибійних потоків, вздовж берегових і розривних хвильових течій на пляжах і підводному береговому схилі.
У межах узбережжя відомі сучасні і древні М.р. на мор. терасах (абс. відмітка до 200 м) і затоплені на шельфі (на глиб. до 30 м), утворення яких пов'язане з береговими лініями кайнозойської ери.
На континентах знаходяться викопні М.р., приурочені до протерозойських, палеозойських, мезозойських, палеогенових і неогенових берегових зон. М.р. складають в осн. важкі акцесорні мінерали (ільменіт, рутил, циркон, магнетит, титаномагнетит, монацит, лейкоксен, ґранат, ставроліт, кіаніт, силіманіт), рідше — корисні компоненти (золото, платиноїди, каситерит, мінерали рідкісних металів, алмази, хроміти, бурштин), що надходять в М.р. з розташованих в береговій зоні проміжних колекторів (родовища кори вивітрювання, морени, дельти), де вони містяться в низьких концентраціях, а також з алювіальних, еолових розсипів і корінних родовищ. Розташовуючись на 1 — 2 м вище за середній рівень моря, вздовж верхнього краю пляжу біля підніжжя берегового уступу, продуктивні пласти невеликої потужності (0,2-0,6 м і шириною в осн. десятки м) простягаються з інтервалами паралельно береговій лінії на десятки, іноді сотні км. Зерна корисних компонентів мають малі розміри (0,1-0,3 мм), досягаючи 80 — 90 % концентрації в окр. прошарках і родовищах. Родов. алмазів, золота, платиноїдів, каситериту і рідкіснометалічних мінералів приурочені до грубоуламкових піщано-гравійних відкладів абразійно-акумулятивних берегів. Зерна мінералів дрібні (0,3-0,5 мм), іноді зустрічаються самородки золота і платини. Сер. вміст золота і платиноїдів — сотні мг/м³-дек. г/м³. Вміст алмазів може бути виключно високим (сер. вміст 0,5-2 кар/м³ і маса кристалів 0,5-2 кар., ювелірні камені складають до 90-95 %). Пром. значення М.р. велике. Вони — основні джерела одержання титану, цирконію, рідкісних земель, торію і частково алмазів.
На сучасному узбережжі розробляються найпоширеніші ільменіт-рутил-циркон-монацитові М.р. в Австралії, Америці, Індії, Шрі-Ланці і титано-магнетитові М.р. в Японії, Н. Зеландії (десятки млн т); відомі розсипи алмазів в Півд. Африці (запаси млн карат); зустрічаються розсипи золота і платини на Алясці, бурштину в Прибалтиці. Більшість родовищ розробляють на суші. Зростає число підводних розсипів, що розробляються. Їх виймання ведеться багаточерпаковими драгами і землесосами.